# Трикозановая кислота
Трикозановая кислота С22Н45COOH — одноосновная карбоновая кислота алифатического ряда с нечетным числом атомов углерода в цепи. Соли — трикозаноаты.
Название: от др.-греч. τρεις είκοσι (treis eikosi) — «двадцать три».

## Физические свойства
Т. пл. 79,1 °C; т. заст. 78,7 °C (по другим источникам т. пл. 78,7 °C; 79 °C).

## Химические свойства
Химические свойства аналогичны свойствам других предельных жирных кислот.

## Нахождение в природе
Трикозановая кислота, как и большинство жирных кислот с длинной цепью и с нечетным числом атомов углерода, в природе встречается редко и в низких концентрациях — в основном, в составе липидов клеточных мембран высших растений.
Трикозановая кислота также обнаружена в небольшом количестве в составе липофильных компонентов плодовых тел опят и в масле семян сладкого перца, в рододендронах, в пшенице.

## Получение и синтез
Содержится в соответствующих фракциях синтетических жирных кислот.

## Использование

### В медицине
Динамика содержания трикозановой кислоты наряду с другими жирными кислотами в плазме крови рассматривается как потенциально возможный метод диагностирования стенокардии.

### В промышленности
Смеси высокомолекулярных жирных кислот (генейкозановой, бегеновой, трикозановой, лигноцериновой и пентакозановой являются сырьём для приготовления синтетических солидолов и консистентных смазок.